# Вагнер, Линдси
Ли́ндси Ва́гнер (англ. Lindsay Wagner, род. 22 июня 1949 года) — американская актриса. Она наиболее известна по главной роли в популярном телесериале 1970-х «Бионическая женщина», который принес ей премию «Эмми» в 1977 году.

## Ранняя жизнь
Вагнер родилась в Лос-Анджелесе, Калифорния. Когда ей было семь лет, её родители развелись, и она вместе с матерью переехала в пригород Пасадены. Она закончила «Орегонский университет».

## Карьера
Вагнер начала карьеру в качестве модели. В 1971 году она подписала контракт с Universal Studios, и впоследствии этого начала сниматься в кино и на телевидении. В 1973 году она сыграла главную роль в фильме студии 20 Century Fox «Бумажная погоня». В том же году сыграла роль фотомодели Дидры в фильме «Двое».
В 1976 году она получила свою самую известную роль, в сериале «Бионическая женщина». Она выиграла премию «Эмми» в 1977 году в категории «за лучшую женскую роль в драматическом телесериале», а также получила две номинации на «Золотой глобус». После завершения сериала она снялась в фильме «Ночные ястребы», где исполнила роль бывшей жены героя Сильвестра Сталлоне, а также «Большой риск», «Принцесса Дэйзи» и «Кошмар на Биттер Крик», а также вернулась на телевидение с двумя недолго просуществовавшими сериалами.
В 1984 году она была удостоена звезды на «Голливудской „Аллее славы“». Вагнер продолжала периодически сниматься в кино и на телевидении в 90-х и 2000-х, однако уже с меньшим успехом. Она появилась в кинофильме «Рикошет» в 1991 году, а также в нескольких независимых и телевизионных фильмах. На телевидении она появилась в сериале «Хранилище 13» в 2010—2011 годах.
В 2019 году сыграла роль женщины-президента по имени Бриджет, мать Сэма Портера-Бриджеса, в игре от Kojima Productions и Sony Interactive Entertainment «Death Stranding»

## Личная жизнь
Линдси Вагнер была замужем четыре раза. Её первым мужем был Аллан Ричард Райдер, с которым она была в браке с 1971 по 1974 год. В 1976 году вышла замуж за актёра Майкла Брэндона, но они развелись в 1979 году. С 1981 по 1984 год была замужем за каскадёром Генри Кинги. У них двое детей. С 1990 по 1993 год состояла в браке с кинопродюсером Лоуренсом Морторффом. У них есть один ребёнок.